# Чебрець Дзевановського
Чебрець Дзевановського (Thymus dzevanovskyi) — вид квіткових рослин родини глухокропивових (Lamiaceae).

## Біоморфологічна характеристика
Це напівкущик 5–15 см заввишки; утворює невисокі щільні дерновини. Квітконосні пагони не гіллясті. Листки довгасто-ланцетні, 12–18 × 1.7–3 мм, скучені, точкові залозки на листках добре помітні і дуже численні (до 6 паралельних рядів). Чашечка 3–4 мм завдовжки, скрізь запушена.

## Поширення
Ендемік, Криму.
В Україні вид зростає на гірських схилах та луках — у Криму (передгір'я, гірські плато).